# Genrich Fiedosov
Genrich Aleksandrovitch Fiedosov (russe : Генрих Александрович Федосов), né le 6 décembre 1932 à Velikié Louki, à l'époque en Union soviétique, aujourd'hui en Russie et décédé le 20 décembre 2005 à Moscou, est un joueur de football international soviétique (russe) qui évoluait au poste d'attaquant, avant de devenir ensuite entraîneur.

## Biographie

### Carrière de joueur

#### Carrière en club
Avec le club du Torpedo Moscou, il remporte quatre championnats d'URSS.

#### Carrière en sélection
Avec l'équipe d'URSS, il joue trois matchs (pour un but inscrit) entre 1957 et 1959. 
Il reçoit sa première sélection en équipe nationale le 24 novembre 1957 face à la Pologne. À cette occasion, il inscrit un but.
Il figure dans le groupe des sélectionnés lors de la coupe du monde de 1958, sans toutefois jouer de matchs lors de la phase finale de cette compétition.

## Statistiques
| Saison                | Club                  | Championnat           | Championnat | Championnat | Coupe(s) nationale(s) | Coupe(s) nationale(s) | Total | Total |
| Saison                | Club                  | Division              | M.          | B.          | M.                    | B.                    | M.    | B.    |
| 1954                  | Dynamo Moscou         | D1                    | 5           | 2           | 1                     | 0                     | 6     | 2     |
| 1955                  | Dynamo Moscou         | D1                    | 20          | 9           | 4                     | 2                     | 24    | 11    |
| 1956                  | Dynamo Moscou         | D1                    | 21          | 5           | -                     | -                     | 21    | 5     |
| 1957                  | Dynamo Moscou         | D1                    | 20          | 10          | 2                     | 1                     | 22    | 11    |
| 1958                  | Dynamo Moscou         | D1                    | 21          | 5           | 3                     | 2                     | 24    | 7     |
| 1959                  | Dynamo Moscou         | D1                    | 21          | 8           | 1                     | 2                     | 22    | 10    |
| 1960                  | Dynamo Moscou         | D1                    | 19          | 3           | -                     | -                     | 19    | 3     |
| 1961                  | Dynamo Moscou         | D1                    | 17          | 6           | 4                     | 1                     | 21    | 7     |
| Sous-total            | Sous-total            | Sous-total            | 144         | 48          | 15                    | 8                     | 159   | 56    |
| 1962                  | Dinamo Kirov          | D2                    | 20          | 10          | -                     | -                     | 20    | 10    |
| 1963                  | Chinnik Iaroslavl     | D2                    | 32          | 9           | 2                     | 1                     | 34    | 10    |
| 1964                  | Chinnik Iaroslavl     | D1                    | 25          | 3           | 2                     | 0                     | 27    | 3     |
| 1965                  | Znamia Noguinsk       | D3                    | 34          | 9           | 1                     | 0                     | 35    | 9     |
| Sous-total            | Sous-total            | Sous-total            | 111         | 31          | 5                     | 1                     | 116   | 32    |
| Total sur la carrière | Total sur la carrière | Total sur la carrière | 255         | 79          | 20                    | 9                     | 275   | 88    |

## Palmarès
Dynamo Moscou
- Championnat d'URSS (4) :
  - Champion : 1954, 1955, 1957 et 1959.
  - Vice-champion : 1956 et 1958.

- Coupe d'URSS :
  - Finaliste : 1955.